# 广州市南武第二实验学校
广州市南武第二实验学校，原名广州市第三十三中学，是广州市的一所初中全日制学校。兴建于1956年，由海珠区教育局创办，实行校长负责制。校本部位于广州市海珠区同福西路278号，北校区位于广州市海珠区同福西路栖栅南街25号。学校的校训为“惟志惟勤，笃学笃行”，校徽是由温志英设计的飞燕图形，校歌名为《放飞心中的梦想》，校标为马踏飞燕。2024年5月27日，广州市第三十三中学更名为广州市南武第二实验学校。

## 学生活动
2014年，广州市第三十三中学反映校内出现校园欺凌问题。南华西派出所破获犯罪团伙後，与辖区的广州市第三十三中学、华仁社会工作服务中心合作组建了南华西“少年警队”进行技能训练和社会实践活动，使校园安全环境得以改善。